# Зарубин, Георгий Николаевич
Гео́ргий Никола́евич Зару́бин (23 апреля [6 мая] 1900, с. Голицино, Саратовская губерния — 24 ноября 1958, Москва) — советский дипломат, государственный и политический деятель. Чрезвычайный и полномочный посол.

## Биография

Могила Зарубина на Новодевичьем кладбище Москвы.

В 1918 году окончил счетоводческие курсы; в том же году вступил в Красную армию, служил по 1924 год. В 1919 году — вступил в РКП(б).
В 1931 году окончил текстильный факультет Промакадемии и был назначен директором Промакадемии имени В. М. Молотова (1931—1935). В 1932 году экстерном окончил Московский текстильный институт.
В 1935—1938 годах возглавлял Главное управление учебных заведений Наркомата лёгкой промышленности СССР, в 1938—1940 годах был заместителем генерального комиссара и председателем художественного совета советской части Международной выставки в Нью-Йорке.
С 1940 года на дипломатической работе: заведовал Консульским отделом НКИД СССР, с 1941 — Отделом стран Латинской Америки НКИД СССР (по другим данным — отделом Соединённых Штатов Америки). Участвовал в подготовке к эвакуации архивов Наркоминдела.
С 23 марта 1944 года — чрезвычайный и полномочный посол СССР в Канаде (вручение верительных грамот состоялось 8 июня 1944); с 28 сентября 1946 — чрезвычайный и полномочный посол СССР в Великобритании (вручение верительных грамот состоялось 23 января 1947). Участвовал в установлении дипломатических отношений между СССР и Бирманским Союзом.
С 14 июня 1952 по 7 января 1958 года — чрезвычайный и полномочный посол СССР в США (вручение верительных грамот состоялось 25 сентября 1952). 4 января 1958 года назначен заместителем министра иностранных дел СССР.
Кандидат в члены ЦК КПСС (1952—1958).

## Награды
- орден Отечественной войны I степени (5 ноября 1945)
- орден Трудового Красного Знамени (3 ноября 1944)
- медаль «За доблестный труд в Великой Отечественной войне 1941—1945 гг.»[4].

## Память
В 1966 году именем Г. Н. Зарубина названа улица в Пензе (объединённые бывшие улицы Обводная и Мирная).